# 스파이더맨 (2017년 애니메이션)
《스파이더맨》(영어: Spider-Man) 또는 《마블 스파이더맨》(Marvel's Spider-Man)은 2017년부터 방영하는 미국의 슈퍼히어로 액션 TV 애니메이션으로, 마블 코믹스의 스파이더맨을 주인공으로 한다. 미국 디즈니 XD 채널에서 2017년 8월부터 방영을 시작한다.

## 출연진

### 원본판
- 로비 데이먼드 - 피터 파커 / 스파이더맨
- 로라 베일리 - 그웬 스테이시
- 존 디마지오 - 마일스 워런 / 자칼
- 벤저민 디스킨 - 스펜서 스마이드
- 앨러스터 덩컨 - 에이드리언 툼스 / 벌처
- 나지 지터 - 마일스 모랄레스
- 베티나 케니 - 리즈 앨런
- 낸시 리나리 - 메이 파커
- 스콧 멘빌 - 오토 옥타비우스 / 닥터 옥토퍼스
- 멜러니 미니치노 - 아냐 코라손
- 맥스 미틀먼 - 해리 오스본
- 패튼 오즈월트 - 벤 파커
- 조 케사다 - 조
- 프레드 태터쇼어 - 맥스 모델

### 한국어
- 남도형 - 피터 파커/스파이더맨
- 김환진 - 닥터 옥터퍼스, 아이언맨
- 이봉준 - 닉 퓨리
- 김영진 - 노먼 오스본
- 홍수정 - 메리 제인
- 이지환 - 해리 오스본
- 조진숙 - 스파이더걸, 블랙 위도우, 메이 파커
- 방성준 - 벤 파커
- 김석환 - 플래쉬 톰슨, 벌쳐
- 안용욱 - 마일스 모랄레스, 헐크
- 최한 - 닥터 스트레인지
- 임채헌 - 캡틴 아메리카

## 우리말 연출
- 보컬녹음 : STORM
- 믹싱녹음 : STORM
- 한국어 연출 : Disney Character Voices International,Inc.
- 기획 : 디즈니채널코리아(유)